# Abruzzen
Abruzzo (vroeger ook we de Abruzzen genoemd, Italiaans: Abruzzo) is een regio in zuidelijk centraal Italië. De naam Abruzzo is afgeleid van het middeleeuwse Latijnse Aprutium, dat oorspronkelijk verwees naar Praetutium, het oude land van de Pretuzi, een Italisch volk dat zich in de omgeving van het huidige Teramo had gevestigd. Tot 1963 maakte de regio samen met Molise deel uit van de regio Abruzzo en Molise. In het noorden grenst de regio aan Marche, in het noordwesten en westen aan Lazio, in het zuidoosten aan Molise en in het oosten aan de Adriatische Zee.
De oppervlakte van Abruzzo neemt 3,5% van het nationale territorium in beslag. Dit is vergelijkbaar met een derde van Nederland. Qua grootte staat de regio op de vijftiende plaats van Italiaanse regio's. Van de 1000 Italianen wonen er 22 in de Abruzzen, 2,2% van de totale nationale bevolking. In totaal wonen er ongeveer 1,3 miljoen mensen.
De hoofdstad van Abruzzo is L'Aquila (of Aquila). De regio wordt opgedeeld in vier provincies, genoemd naar hun hoofdsteden: L'Aquila, Teramo, Chieti en Pescara.

## Landschap
De regio is rijk aan natuurschoon en telt drie nationale parken en één regionaal natuurpark: Gran Sasso - Monti della Laga, Maiella, Abruzzo, Lazio e Molise en Velino-Sirente. Vooral het Abruzzo nationale park staat bekend om de Marsicaanse bruine beer die er nog leeft. De twee hoogste toppen van de Apennijnen liggen ook in Abruzzo, het zijn de Corno Grande (2.912 meter) in het Gran Sasso-massief en de Monte Amaro (2.795 meter) in het Majella-massief. Andere natuurlijke bezienswaardigheden zijn de Calanchi van Atri en het uiterste zuiden van de Abruzzese kust: de Punta Penna en Costa dei trabocchi. De regio kent ook verschillende meren, al dan niet gestuwd zoals het Meer van Barrea, Meer van Campotosto en Meer van Bomba.

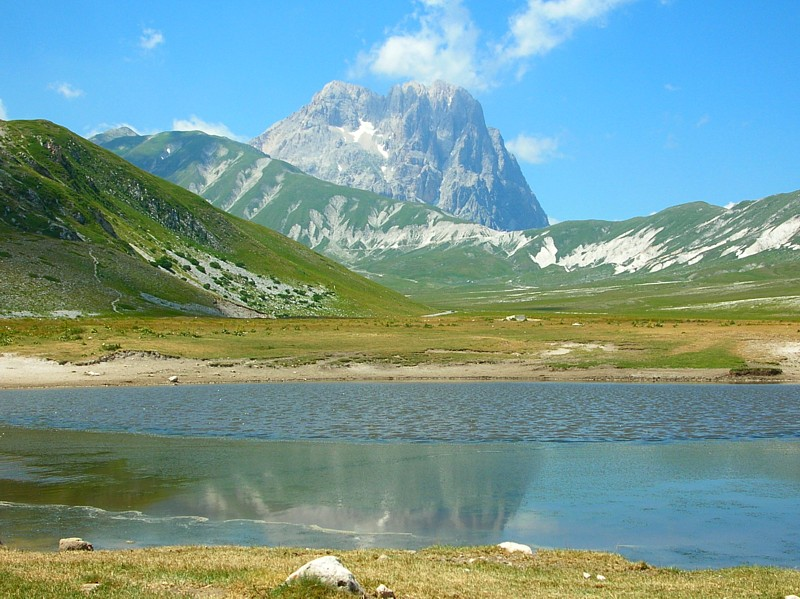
Gran Sasso d'Italia

## Bezienswaardigheden
De grootste stad van de regio, Pescara is tevens het economische hart van de regio.
Het toerisme aan de kust is goed ontwikkeld. De belangrijkste plaatsen zijn hier Martinisicuro, Alba Adriatica, Tortoreto, Giulianova, Roseto degli Abruzzi, Pineto, Silvi Marina (ook wel de zeven gezusters genoemd) en Montesilvano.

## Natuurparken
In Abruzzo zijn vier grote natuurparken te vinden. Hierin wordt de bergflora en -fauna van de regio beschermd. Naast de eerder genoemde bruine beer leven er in het gebied ook Apennijnse wolven, gemzen, wilde zwijnen, stekelvarkens, arenden en gieren.
- Parco Nazionale d'Abruzzo
- Parco Nazionale del Gran Sasso e Monti della Laga
- Parco Nazionale della Majella
- Parco Regionale Sirente Velino

## Provincies en belangrijke steden

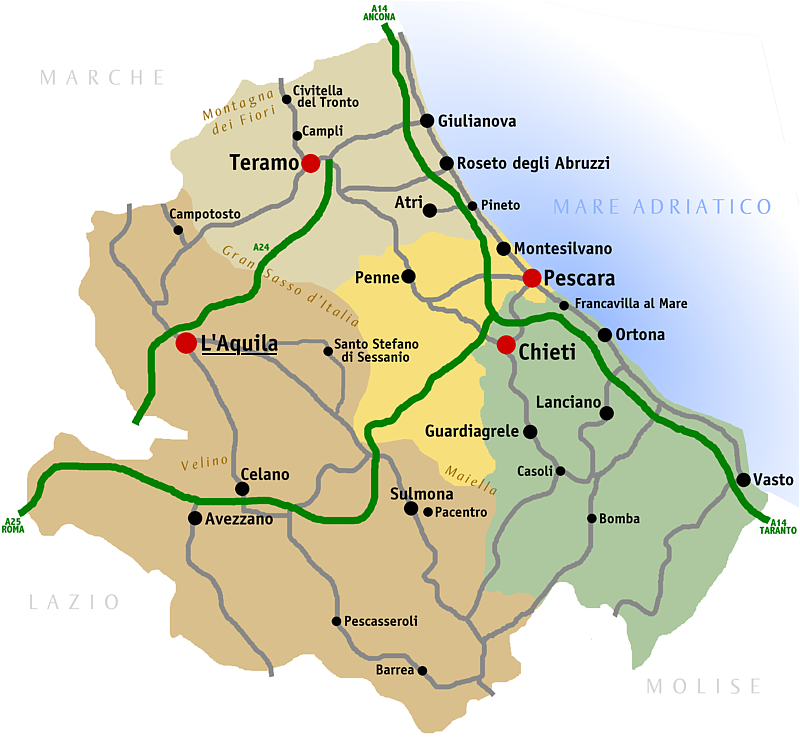
Kaart van de regio

|  | Provincie | Afkorting | Hoofdstad | Belangrijke plaatsen       |  |
|  | L'Aquila  | AQ        | L'Aquila  | Sulmona, Avezzano          |  |
|  | Chieti    | CH        | Chieti    | Lanciano, Vasto, Ortona    |  |
|  | Pescara   | PE        | Pescara   | Montesilvano               |  |
|  | Teramo    | TE        | Teramo    | Atri, Roseto degli Abruzzi |  |

## Galerij

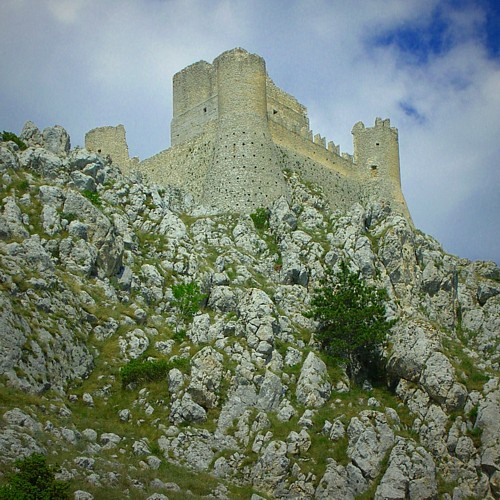
Rocca Calascio in Calascio
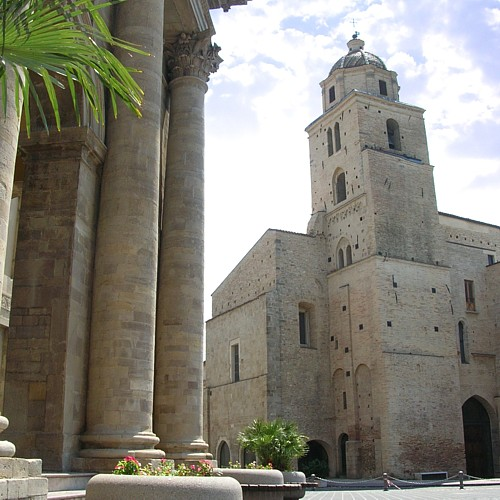
Lanciano
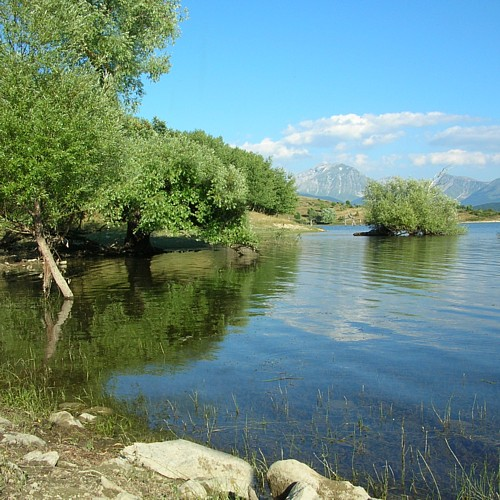
Campotosto
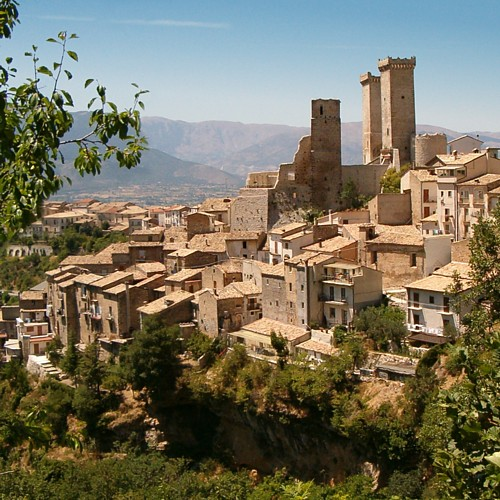
Pacentro
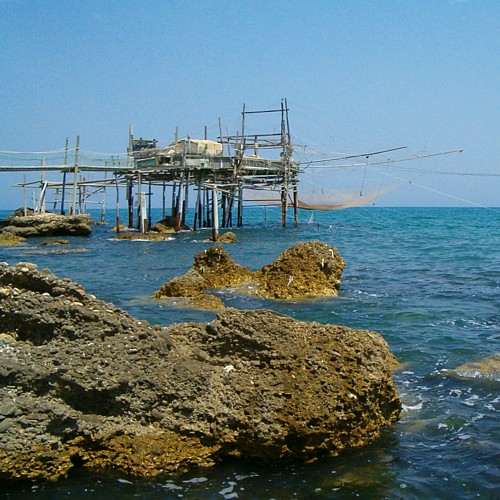
Costa dei trabocchi